# Guayana Esequiba

Guayana Esequiba – in Orange der Rest Guyanas (schraffiert das Tigri-Gebiet, das auch von Suriname beansprucht wird)

Guayana Esequiba (spanische Aussprache: [ɡwaˈʝana eseˈkiβa]), auch Territorio del Esequibo oder kurz Esequibo, ist ein Gebiet westlich des Flusses Essequibo in Südamerika. Es gehört aufgrund eines Schiedsspruchs von 1899 zum heutigen guyanischen Staatsgebiet, wird jedoch auch von Venezuela beansprucht.

## Geographie
Das Gebiet ist 159.542 km² groß und umfasst damit 74 % des guyanischen Staatsgebietes. 2010 lebten dort 283.000 Menschen. Dies entspricht einer Einwohnerdichte von 1,77 Einwohner pro km². Damit ist Guayana Esequiba extrem dünn besiedelt (zum Vergleich: Guyana 3,5 Einw./km², Venezuela 32 Einw./km²). Das einzige Gebiet Guayana Esequibas, das sich unter venezolanischer Kontrolle befindet, ist die Isla de Anacoco im Fluss Cuyuní, diese wird aber nach wie vor von Guyana beansprucht, das darin eine widerrechtliche territoriale Besetzung durch Venezuela sieht. Nach venezolanischer Auffassung befindet sich die gesamte Flussinsel außerhalb des umstrittenen Gebiets.

## Geschichte

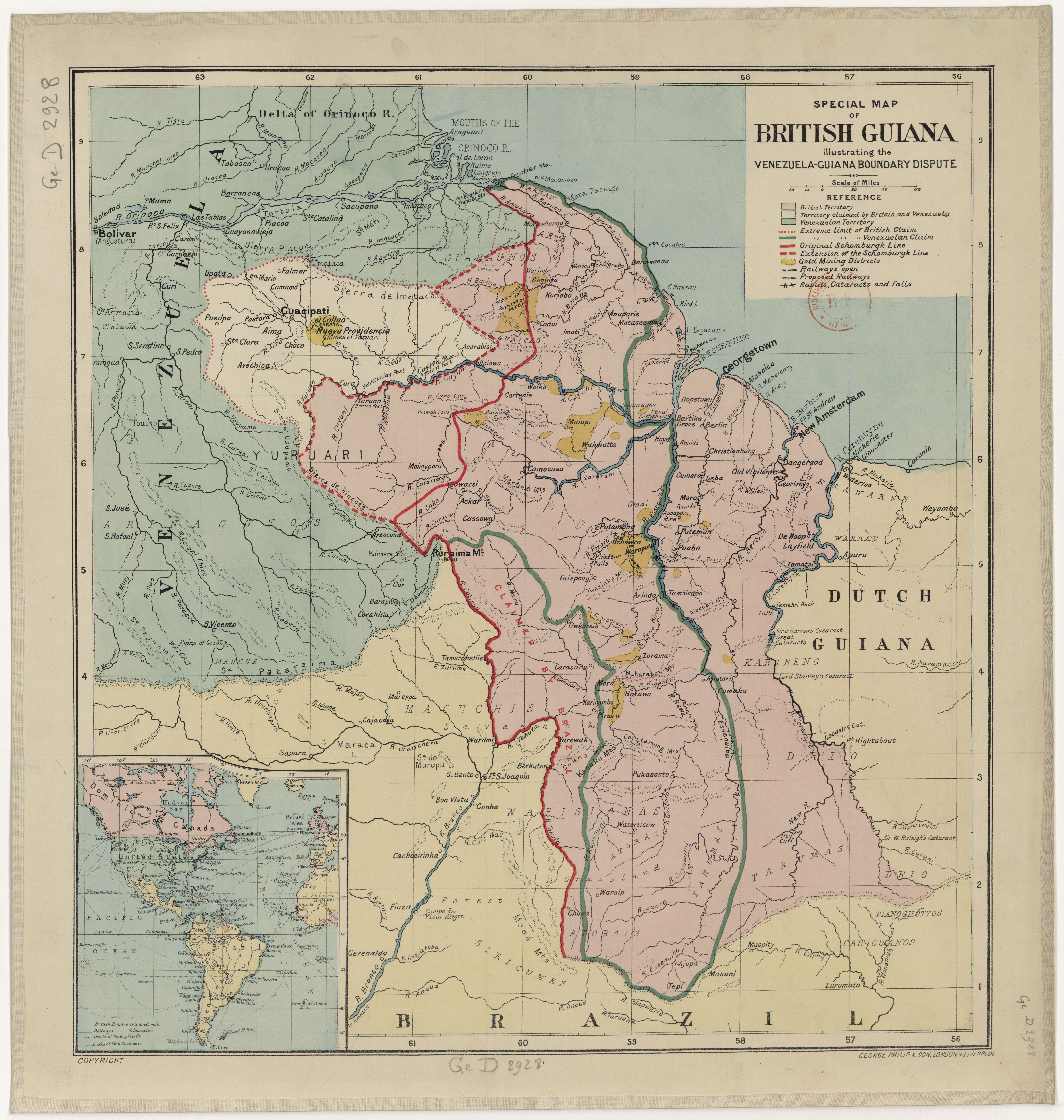
Historische Karte aus dem Jahr 1897, die die verschiedenen Gebietsansprüche des Vereinigten Königreichs und Venezuelas zeigt

Als erster Europäer reiste der in spanischen Diensten stehende Christoph Kolumbus bei seiner dritten Amerikareise in die Gewässer vor Guayana Esequiba.
1616 gründeten die Niederländer die Kolonie Essequibo im heutigen Guyana, doch erklärte Karl III. im Jahre 1777 per Dekret die Statthalterschaft von Venezuela mit dem Essequibo als natürlicher Grenze zu den niederländischen Kolonien, obwohl diese mit Berbice, Essequibo und Demerara auch teilweise westlich des Essequibo lagen. Mit dem Britisch-Niederländischen Vertrag von 1814 ging ein Teil der niederländischen Kolonien an Großbritannien über, darunter auch die Gebiete östlich des Essequibo. Im Jahr 1831 fusionierte Großbritannien Berbice, Demerara und Essequibo zu Britisch-Guayana, mit dem Essequibo als Westgrenze, obwohl viele britische Siedler westlich des Essequibo lebten.
1840 beauftragte die britische Regierung den deutschen Botaniker Robert Hermann Schomburgk mit der Feststellung der Grenzen zwischen Britisch-Guayana und Venezuela. Mit dieser Aufgabe war er mehrere Jahre beschäftigt. Die von ihm festgelegte Grenzlinie (die Schomburgk-Linie) zog sich über die Mündung des Orinoco, und damit in (heutiges) venezolanisches Territorium. Von Venezuela wurde diese Grenzziehung nicht anerkannt.

### Schiedsspruch von 1899
Nach einem jahrelangen Streit vereinbarten Venezuela und das Vereinigte Königreich Großbritannien und Irland im Jahre 1897, sich einem Schiedsspruch einer internationalen Juristenkommission zu unterwerfen.
In dieser Kommission waren aber nur drei Länder vertreten: die Vereinigten Staaten von Amerika, das Russische Kaiserreich und das Vereinigte Königreich Großbritannien und Irland. Einen Vertreter Venezuelas gab es nicht. Der Schiedsspruch der so besetzten Kommission erfolgte am 3. Oktober 1899 und fiel weitgehend zugunsten des Vereinigten Königreiches aus.

### Wiederbelebung des Konflikts
Im Jahre 1963, als absehbar war, dass die britische Kolonie Guyana bald unabhängig werden würde, wurden Stimmen in Venezuela laut, die die Rückgabe dieser Region in venezolanische Souveränität forderten. Diese drängten die venezolanische Regierung, vor der Unabhängigkeit Britisch-Guayanas zu handeln.
Die venezolanische Regierung erklärte daraufhin die Schlichtung 1899 für nichtig, mit der Begründung, es habe Verfahrensfehler gegeben. Am Vorabend der Unabhängigkeit von Guyana im Jahr 1966 unterzeichneten am 17. Februar das Vereinigte Königreich und Venezuela die Genfer Vereinbarung, die eine Schlichtungskommission vorsah. In dieser Vereinbarung wurde der Pariser Schiedsspruch von 1899 von beiden Seiten für null und nichtig erklärt. Nach vierjährigem Streit ohne Ergebnisse wurde die Kommission aufgelöst. Im selben Jahr verschärfte sich der Konflikt mit der venezolanischen Besetzung der nach der Grenzziehung von 1899 geteilten Isla de Anacoco.

Venezolanische Karte mit Guayana Esequiba

Es wurde daher beschlossen, alle Ansprüche für zwölf Jahre einzufrieren. 1982, am Ende dieser Periode, beschloss Venezuela, seine Ansprüche zu erneuern, und brachte die Angelegenheit vor die Vereinten Nationen, und 2006 wurde sie dem Generalsekretariat der Vereinten Nationen vorgelegt. Im November 2007 gab es einen Zwischenfall in dem umstrittenen Grenzgebiet. Im Frühjahr 2015 flammte der Konflikt erneut auf, nachdem die neue Regierung Guyanas Konzessionen zur Exploration von Erdölvorkommen im Meeresgebiet von Essequibo an den US-amerikanischen Öl-Multi ExxonMobil vergeben hatte. Der damalige venezolanische Präsident Hugo Chávez hatte im Jahre 2004 gegenüber der Regierung von Guyana noch versichert, sein Land werde sich der Vergabe von Konzessionen im Essequibo-Bereich nicht entgegenstellen. Guyana legte 2018 den Fall dem Internationalen Gerichtshof zur Entscheidung vor. Am 30. Juni 2020 wurde der Fall mündlich verhandelt. Venezuela boykottierte die Verhandlung.
Am 3. Dezember 2023 wurde in Venezuela vor dem Hintergrund einer katastrophalen wirtschaftlichen Lage unter dem autoritär regierenden Nicolás Maduro ein Referendum über die Annexion des Gebietes abgehalten. Bei einer Wahlbeteiligung von circa 51 % stimmten nach Angaben der Regierung 95,4 % der venezolanischen Wähler dafür. Die Bevölkerung von Essequibo war nicht an der Abstimmung beteiligt. Am 3. April 2024 erließ Maduro ein Gesetz, durch das die Region als 24. venezolanischer Bundesstaat annektiert werden soll. Die Bevölkerung des Gebiets soll ab der nächsten Parlamentswahl in Venezuela im Jahr 2025 auch mit einem Abgeordneten vertreten sein. Ferner sieht das Gesetz „die Bereitstellung und Bildung einer Hohen Kommission des Staates und des Landes zur Verteidigung von Guayana Esequiba“ vor.